# Jean Othats
Pas d'image ? Cliquez ici

a Compétitions nationales et continentales officielles uniquement.

b Matchs officiels uniquement.
Jean Othats, né le 6 mai 1937 à Bugnein et mort le 10 septembre 1964 à Lesperon, est un joueur français de rugby à XV évoluant au poste de centre, qui a joué avec l'équipe de France, l'US Dax et le CA Brive. 

## Biographie

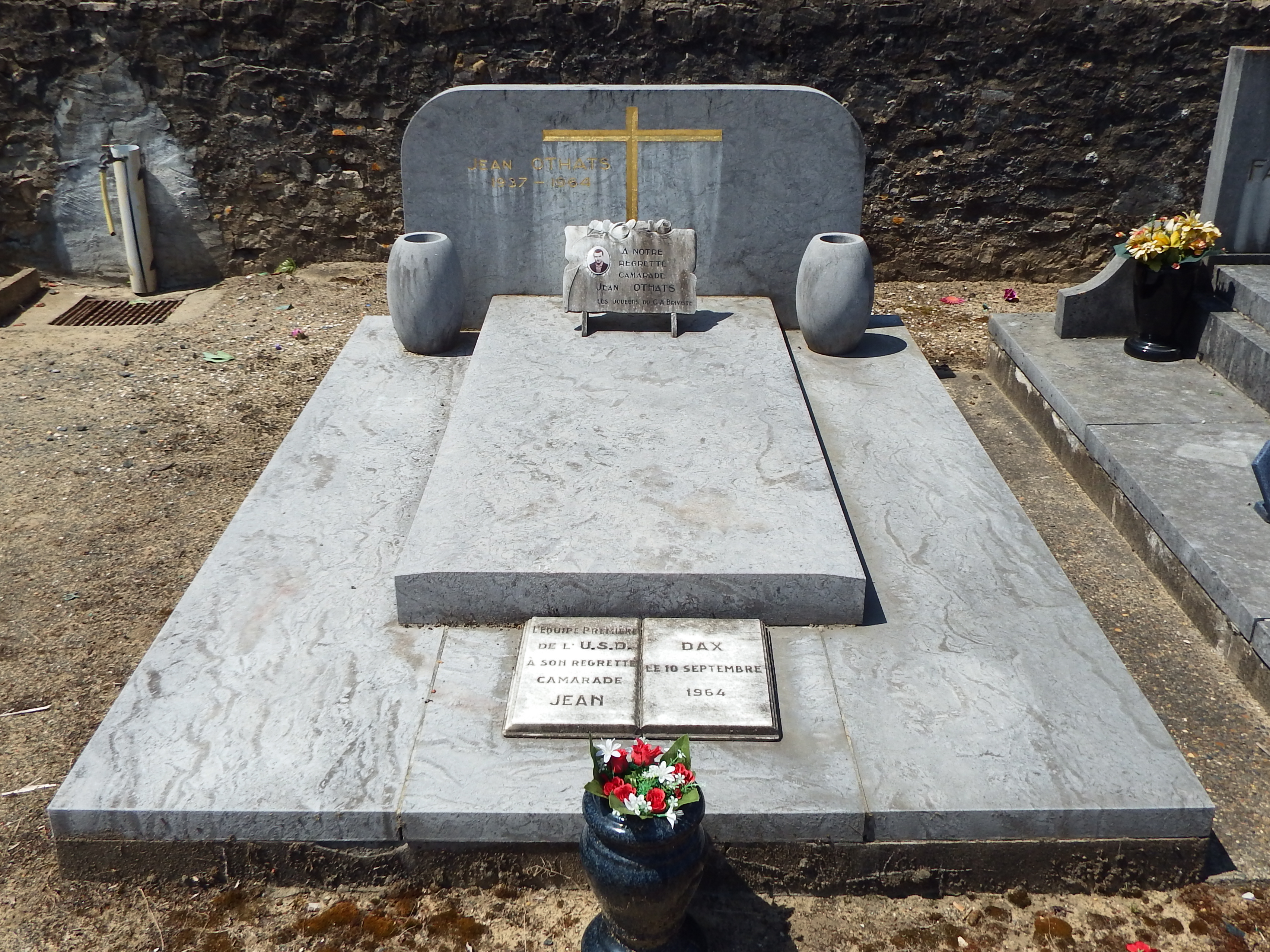
Jean Othats est enterré au cimetière Saint-Vincent de Dax.

En 1960, il obtient deux capes internationales sous le maillot de l'équipe de France, contre l'Argentine dans le cadre de la tournée en Amérique du Sud.
Le 10 septembre 1964, sur le chemin du retour vers Dax à l'issue d'un match amical à Bordeaux contre le CA Bordeaux Bègles, il trouve la mort aux environs de Lesperon dans un accident de la route en compagnie de ses coéquipiers Raymond Albaladejo et Émile Carrère, à la suite d'un accrochage avec un camion, envoyant le véhicule des trois joueurs s'écraser dans un arbre en bordure de route,.
En mémoire de ces disparitions, l'abbé Michel Devert transforme un bâtiment du patrimoine ecclésiastique en la chapelle Notre-Dame-du-Rugby (située sur la commune de Larrivière-Saint-Savin (Landes) entre Mont-de-Marsan et Aire-sur-l'Adour,).

## Palmarès
Avec l'US Dax
- Championnat de France :
  - Vice-champion (2) : 1956 et 1961.
- Challenge Yves du Manoir :
  - Vainqueur (2): 1957 et 1959.

Avec le CA Brive
- Challenge Yves du Manoir :
  - Finaliste en 1963.

## Statistiques en équipe nationale
- Sélections en équipe nationale : 2